# Sibe Mardešić
Sibe Mardešić (Bergerdorf - Hamburg, 20. lipnja 1927. – Zagreb, 18. lipnja 2016.), hrvatski akademik.

## Životopis
Bio je redoviti član Hrvatske akademije znanosti i umjetnosti.